# Hermann Schäfer (Komponist, 1927)
Hermann Schäfer (* 1927 in Rottweil; † 2009) war ein deutscher Komponist, Musikpädagoge und -wissenschaftler.

## Leben
Hermann Schäfer wurde 1927 in Rottweil geboren.
Schäfer begann nach seiner Kriegsgefangenschaft 1945 ein Musikstudium in Trossingen, das er ab 1947 in Heidelberg fortsetzte. Er unterrichtete mehrere Jahre am Kurfürst-Friedrich-Gymnasium und wurde 1966 als Professor für Musikerziehung an die Pädagogische Hochschule Heidelberg und 1974 als Professor für Musiktheorie, Komposition und Analyse an die Staatliche Hochschule für Musik und Darstellende Kunst Mannheim berufen, deren Prorektor er von 1986 bis 1992 war. Er komponierte u. a. zwei Opern, mehrere Sinfonien, Kammermusik für verschiedenen Besetzungen, Lieder, Chormusik und Stücke für Jugendorchester. Er wurde mit dem Stuttgarter Kompositionspreis und dem Kompositionspreis Pfalz/Dannstadt ausgezeichnet.